# Слободка (Кічменгсько-Городецький район)
Слобо́дка (рос. Слободка) — село у складі Кічменгсько-Городецького району Вологодської області, Росія. Входить до складу Єнангського сільського поселення.

## Населення
Населення — 45 осіб (2010; 64 у 2002).
Національний склад (станом на 2002 рік):
- росіяни — 100 %